# Trigonistis andersoni
Trigonistis andersoni là một loài bướm đêm trong họ Erebidae.